# Thomas Stafford (rebelde)
Thomas Stafford (1533 – 28 de maio de 1557) foi um rebelde inglês. Descendente de uma nobre família, parte do Ducado de Buckingham, seus avós foram Eduardo Stafford e Margarida Pole, enquanto seu tio era Reginaldo, Arcebispo da Cantuária. Em 1554, em oposição ao casamento de Maria I com Filipe I da Espanha, participou da Rebelião de Wyatt, organizada por Thomas Wyatt. Com o fracasso do levante, foi mandado para a Prisão de Fleet, mas conseguiu fugir em direção à França. Em 1557, invadiu a Inglaterra e tentou novamente depor a rainha ocupando o Castelo de Scarborough com outros trinta e dois homens; três dias depois, todos foram capturados e decapitados na Torre de Londres.